# كين ديفيز (لاعب هوكي الجليد)
كين ديفيز هو لاعب هوكي الجليد كندي، ولد في 10 أغسطس 1922، وتوفي في 11 نوفمبر 2004.